# Kirovská oblast
Kirovská oblast (rusky Ки́ровская о́бласть, Kirovskaja oblasť), založená roku 1934, je jednou z oblastí v Rusku. Nachází se na severovýchodě evropské části země. Jejím hlavním a největším městem je Kirov (přibližně 472 tisíc obyvatel), mezi další větší města patří Kirovo-Čepeck, Vjatskije Poljany, Kotělnič, Slobodskoj, Jaransk a Omutninsk. Celkem se v oblasti nachází 18 okresních měst.

## Historie
Kirovská oblast vznikla 5. prosince 1936.

## Oblastní symboly

### Vlajka
Vlajka Kirovské oblasti je tvořena listem o poměru stran 2:3 se třemi vodorovnými pruhy – bílým, zeleným a modrým o poměru šířek 6:1:1. Uprostřed bílého pruhu je umístěn (ve vzdálenosti 1/8 šířky vlajky) červeně lemovaný štít znaku oblasti.

## Geografie
Kirovská oblast je ve srovnání se svými sousedy relativně rozlehlá (překonávají ji ve velikosti pouze její severní sousedé, například Komijská republika a Archangelská oblast). Většinu jejího území vyplňují nížiny (nejvyšší hory dosahují výšky jen okolo 300 m), porostlé zejména jehličnatou tajgou a částečně také smíšenými lesy (zastoupení zde má např. jedle, bříza a borovice). Oblastí protékají řeky Čepca a Moloma, které se stékají nedaleko hlavního města do nejvýznamnější řeky Vjatky, tekoucí do Tatarstánu.

### Podnebí
Klima je mírně kontinentální, zima je dlouhá a chladná, zatímco léto krátké a teplé. Průměrná teplota v lednu se pohybuje mezi 14–15 °C pod nulou, v červenci mezi 17–19 °C. Zaznamenané srážky jsou obvykle kolem 500 mm za rok.

### Přírodní zdroje
Území se vyznačuje bohatými zásobami železné rudy, břidlice, uhlí a fosfátů. Velmi významná je i těžba dřeva.

## Obyvatelstvo
V oblasti žije přibližně 1,13 milionu obyvatel, z toho asi dvě třetiny ve městech a třetina na venkově.
Mezi hlavní etnika v oblasti se řadí Rusové (91,8 %); Marijci (2,6 %); Tataři (2,2 %) a Udmurti (1,4 %).

## Doprava
Hlavní město Kirov je napojené na jednu z nejdůležitějších železničních tratí v zemi, spojující Moskvu (ve dvou větvích – přes Jaroslavl a přes Nižnij Novgorod) s Permem, Sibiří a Dálným východem. Důležitá trať vede také z Kirova na severozápad do Kotlasu, odkud lze pokračovat dále na sever do Vorkuty či Archangelsku.
Podstatnou dopravní tepnou je také řeka Vjatka a její přítoky, jejichž splavnost je delší než 2000 km.